# Idealny sen
Idealny sen – album kompilacyjny polskiej grupy Enej, wydany 7 maja 2021 roku.
Singlami promującymi płytę zostały utwory "Idealny sen", "Ostatni raz", "Grozi nam cud" oraz "Samoloty".

## Lista utworów
1. "Samoloty"
2. "Jeśli chcesz"
3. "Nierealny świat"
4. "Ne pytay"
5. "Biegnę (feat. Matheo)"
6. "Radio Hello"
7. "Skrzydlate Ręce"
8. "Tak smakuje życie"
9. "Lili"
10. "Symetryczno - liryczna"
11. "Zbudujemy dom"
12. "Kamień z napisem LOVE"
13. "Zagubiony"
14. "Idealny sen"
15. "Ostatni raz"
16. "Grozi nam cud"

Bonus do wersji pre-order:
1. "Wszystko takie proste"
2. "Skrzydlate ręce" (wersja akustyczna)